# Зарезервированное слово
Зарезерви́рованное сло́во (или ключево́е сло́во) — в языках программирования слово, имеющее специальное значение. Идентификаторы с такими именами запрещены.
В лексическом анализе зарезервированное слово фигурирует как одна лексема особого типа.

## Примеры
- В Паскале нельзя создать переменную const — это слово предназначено для задания констант.
- В Ассемблере для x86 в качестве идентификаторов запрещены имена регистров (ax, di); методы адресации (near, far) и т. д.

## Директива
Директива — слово, которое является зарезервированным исключительно в своём контексте; идентификаторы с такими именами вполне возможны. В Паскале директивами являются слова read, write, forward, near, far и некоторые другие.
Например, в коде
```
property
 
XXX
 
:
 
integer
 
read
 
fXXX
 
write
 
SetXXX
;

```

read и write являются директивами, в отличие от идентификатора write в коде
```
write
(
x
)
;
   
// вызывается функция System.Write, выводящая x в консоль

```

## Зарезервированные слова и языконезависимая спецификация
Зарезервированные слова представляют определённую проблему при переводе текста с языка на язык (а иногда даже с компилятора на компилятор) и при написании ПО, разные части которого написаны на разных языках — может случиться, что на языке А будет создан идентификатор, который является зарезервированным словом языка Б и поэтому он окажется недоступным. Обычно стараются избегать слов, которые в каком-либо из широко известных языков являются зарезервированными. Впрочем, бывает, что при расширении языка слово из разрешённого переходит в зарезервированное. Вот несколько способов решения этой проблемы.
- Венгерская нотация и другие подобные способы именования переменных делают идентификаторы заведомо отличающимися от ключевых слов любого языка.
- .NET требует, чтобы все совместимые языки позволяли каким-либо образом задавать идентификатор, совпадающий с ключевым словом. Например, в C# слово this является зарезервированным, а @this — идентификатором.
- Похожим образом поступили во встроенном ассемблере Паскаля: eax — зарезервированное слово (название регистра), &eax — идентификатор.
- В Си все нестандартные (производителе- и платформозависимые) зарезервированные слова начинаются с двух знаков подчёркивания. Например, в C Builder может быть такая запись:

```
__fastcall
 
int
 
DoSomething
(
int
 
x
)

```

В данном случае платформозависимое зарезервированное слово __fastcall (см. Соглашение о вызове) пишется с двумя знаками подчёркивания.
- В Embarcadero Delphi можно как угодно переименовать функцию, импортированную из DLL, избежав пересечения.